# Élections législatives de 1978 dans l'Isère
Les élections législatives françaises de 1978 se déroulent les 12 et 19 mars 1978. Dans le département de l'Isère, sept députés sont à élire dans le cadre de sept circonscriptions.

## Élus
| Circonscription | Député sortant                             | Parti | Parti | Député élu ou réélu  | Parti | Parti    |
| --------------- | ------------------------------------------ | ----- | ----- | -------------------- | ----- | -------- |
| 1re             | Guy-Pierre Cabanel suppléant d'Aimé Paquet |       | RI    | Guy-Pierre Cabanel   |       | UDF (PR) |
| 2e              | Hubert Dubedout                            |       | PS    | Hubert Dubedout      |       | PS       |
| 3e              | Louis Maisonnat                            |       | PCF   | Louis Maisonnat      |       | PCF      |
| 4e              | Jacques-Antoine Gau                        |       | PS    | Jacques-Antoine Gau  |       | PS       |
| 5e              | Louis Mermaz                               |       | PS    | Louis Mermaz         |       | PS       |
| 6e              | Jean Boyer                                 |       | RI    | Christian Nucci      |       | PS       |
| 7e              | Maurice Cattin-Bazin                       |       | RI    | Maurice Cattin-Bazin |       | UDF (PR) |

## Résultats

### Résultats à l'échelle du département
| Parti          | Parti                                       | Premier tour | Premier tour | Second tour | Second tour | Sièges |
| Parti          | Parti                                       | Voix         | %            | Voix        | %           | Sièges |
| -------------- | ------------------------------------------- | ------------ | ------------ | ----------- | ----------- | ------ |
|                | Parti socialiste                            | 110 826      | 26,01        | 196 410     | 44,59       | 4      |
|                | Parti communiste français                   | 100 223      | 23,52        | 36 885      | 8,37        | 1      |
|                | Mouvement des radicaux de gauche            | 990          | 0,23         |             |             | 0      |
|                | Union de la gauche                          | 212 039      | 49,76        | 233 295     | 52,97       | 5      |
|                |                                             |              |              |             |             |        |
|                | Union pour la démocratie française          | 109 167      | 25,62        | 111 749     | 25,37       | 2      |
|                | Rassemblement pour la République            | 59 454       | 13,95        | 95 395      | 21,66       | 0      |
|                | Centre national des indépendants et paysans | 6 380        | 1,50         |             |             | 0      |
|                | Divers droite                               | 2 668        | 0,63         | 0           |             |        |
|                | Majorité présidentielle                     | 177 669      | 41,69        | 207 144     | 47,03       | 2      |
|                |                                             |              |              |             |             |        |
|                | Divers écologiste                           | 18 267       | 4,29         |             |             | 0      |
|                | Extrême gauche                              | 7 399        | 1,74         | 0           |             |        |
|                | Parti socialiste unifié                     | 6 046        | 1,42         | 0           |             |        |
|                | Extrême droite                              | 3 070        | 0,72         | 0           |             |        |
|                | Gaullistes d'opposition                     | 1 650        | 0,39         | 0           |             |        |
|                |                                             |              |              |             |             |        |
| Inscrits       | Inscrits                                    | 531 675      | 100,00       | 530 944     | 100,00      | 7      |
| Abstentions    | Abstentions                                 | 98 328       | 18,49        | 71 300      | 13,43       |        |
| Votants        | Votants                                     | 433 347      | 81,51        | 459 644     | 86,57       |        |
| Blancs et nuls | Blancs et nuls                              | 7 207        | 1,66         | 19 205      | 4,18        |        |
| Exprimés       | Exprimés                                    | 426 140      | 98,34        | 440 439     | 95,82       |        |

### Résultats par circonscription

#### Première circonscription (Grenoble-Est)
| Candidat       | Candidat                         | Parti             | Premier tour | Premier tour | Second tour | Second tour |  |
| Candidat       | Candidat                         | Parti             | Voix         | %            | Voix        | %           |  |
| -------------- | -------------------------------- | ----------------- | ------------ | ------------ | ----------- | ----------- |  |
|                | Guy-Pierre Cabanel sortant réélu | UDF (PR)          | 23 724       | 37,02        | 33 679      | 50,35       |  |
|                | Odile Sicard                     | PS                | 14 726       | 22,98        | 33 213      | 49,65       |  |
|                | Justine Goy                      | PCF               | 13 520       | 21,1         | Retrait     | Retrait     |  |
|                | Robert Magnin                    | UDF (CDS)         | 5 532        | 8,63         |             |             |  |
|                | Hélène Franconie                 | Divers écologiste | 3 867        | 6,03         |             |             |  |
|                | Jean-Pierre Darmon               | LO                | 831          | 1,3          |             |             |  |
|                | Martine Lehideux                 | FN                | 645          | 1,01         |             |             |  |
|                | Roland Chevallier                | Divers (GO)       | 595          | 0,93         |             |             |  |
|                | Annie Cadenel                    | OCT               | 487          | 0,76         |             |             |  |
|                | Rémy Baldacci                    | UOPDP             | 157          | 0,24         |             |             |  |
|                |                                  |                   |              |              |             |             |  |
| Inscrits       | Inscrits                         | Inscrits          | 79 539       | 100,00       | 79 520      | 100,00      |  |
| Abstentions    | Abstentions                      | Abstentions       | 14 405       | 18,11        | 11 437      | 14,38       |  |
| Votants        | Votants                          | Votants           | 65 134       | 81,89        | 68 083      | 85,62       |  |
| Blancs et nuls | Blancs et nuls                   | Blancs et nuls    | 1 050        | 1,61         | 1 191       | 1,75        |  |
| Exprimés       | Exprimés                         | Exprimés          | 64 084       | 98,39        | 66 892      | 98,25       |  |

#### Deuxième circonscription (Grenoble-Sud)
| Candidat       | Candidat                      | Parti          | Premier tour | Premier tour | Second tour | Second tour |  |
| Candidat       | Candidat                      | Parti          | Voix         | %            | Voix        | %           |  |
| -------------- | ----------------------------- | -------------- | ------------ | ------------ | ----------- | ----------- |  |
|                | Hubert Dubedout sortant réélu | PS             | 22 318       | 26,79        | 47 649      | 55,73       |  |
|                | Alain Carignon                | RPR            | 22 195       | 26,65        | 37 844      | 44,27       |  |
|                | Joseph Blanchon               | PCF            | 21 327       | 25,6         | Retrait     | Retrait     |  |
|                | Jean Rouge                    | UDF (Rad)      | 8 185        | 9,83         |             |             |  |
|                | Edmond Arsenne                | Écologie 78    | 2 995        | 3,6          |             |             |  |
|                | Geneviève Jonot               | PSU (FA)       | 2 216        | 2,66         |             |             |  |
|                | Thérèse Tronquoy              | Extrême droite | 862          | 1,03         |             |             |  |
|                | Françoise Lainez              | LO             | 698          | 0,84         |             |             |  |
|                | Maxime Delaye                 | FN             | 634          | 0,76         |             |             |  |
|                | André Vendran                 | PSD            | 612          | 0,73         |             |             |  |
|                | Jean-Paul Lajarrige           | LCR            | 426          | 0,51         |             |             |  |
|                | Gérard Manochine              | PFN            | 353          | 0,42         |             |             |  |
|                | Arlette Silvestri             | UGP            | 272          | 0,33         |             |             |  |
|                | Jean-Claude Cherhal           | UOPDP          | 200          | 0,24         |             |             |  |
|                |                               |                |              |              |             |             |  |
| Inscrits       | Inscrits                      | Inscrits       | 106 024      | 100,00       | 106 023     | 100,00      |  |
| Abstentions    | Abstentions                   | Abstentions    | 21 495       | 20,27        | 18 777      | 17,71       |  |
| Votants        | Votants                       | Votants        | 84 529       | 79,73        | 87 246      | 82,29       |  |
| Blancs et nuls | Blancs et nuls                | Blancs et nuls | 1 236        | 1,46         | 1 753       | 2,01        |  |
| Exprimés       | Exprimés                      | Exprimés       | 83 293       | 98,54        | 85 493      | 97,99       |  |

#### Troisième circonscription (Vizille)
| Candidat       | Candidat                      | Parti          | Premier tour | Premier tour | Second tour | Second tour |  |
| Candidat       | Candidat                      | Parti          | Voix         | %            | Voix        | %           |  |
| -------------- | ----------------------------- | -------------- | ------------ | ------------ | ----------- | ----------- |  |
|                | Louis Maisonnat sortant réélu | PCF            | 22 847       | 34,62        | 36 885      | 55,3        |  |
|                | Jean Vial                     | PS             | 14 035       | 21,27        | Retrait     | Retrait     |  |
|                | Pierre Gimel                  | RPR            | 12 442       | 18,85        | 29 820      | 44,7        |  |
|                | Jean-Charles Simiand          | UDF (PR)       | 11 946       | 18,1         | Retrait     | Retrait     |  |
|                | Marcel Deglane                | PSU (FA)       | 3 474        | 5,26         |             |             |  |
|                | Roland Bégot                  | LO             | 922          | 1,4          |             |             |  |
|                | Michel Dubarry                | UOPDP          | 331          | 0,5          |             |             |  |
|                |                               |                |              |              |             |             |  |
| Inscrits       | Inscrits                      | Inscrits       | 83 884       | 100,00       | 83 881      | 100,00      |  |
| Abstentions    | Abstentions                   | Abstentions    | 16 736       | 19,95        | 14 880      | 17,74       |  |
| Votants        | Votants                       | Votants        | 67 148       | 80,05        | 69 001      | 82,26       |  |
| Blancs et nuls | Blancs et nuls                | Blancs et nuls | 1 151        | 1,71         | 2 296       | 3,33        |  |
| Exprimés       | Exprimés                      | Exprimés       | 65 997       | 98,29        | 66 705      | 96,67       |  |

#### Quatrième circonscription (Grenoble-Nord)
| Candidat       | Candidat                          | Parti          | Premier tour | Premier tour | Second tour | Second tour |  |
| Candidat       | Candidat                          | Parti          | Voix         | %            | Voix        | %           |  |
| -------------- | --------------------------------- | -------------- | ------------ | ------------ | ----------- | ----------- |  |
|                | Jacques-Antoine Gau sortant réélu | PS             | 17 353       | 30,28        | 31 938      | 53,53       |  |
|                | Michel Hannoun                    | RPR            | 17 068       | 29,78        | 27 731      | 46,47       |  |
|                | Robert Veyret                     | PCF            | 11 090       | 19,35        | Retrait     | Retrait     |  |
|                | Michel David                      | CNIP           | 6 380        | 11,13        |             |             |  |
|                | René Commandeur                   | Écologie 78    | 3 458        | 6,03         |             |             |  |
|                | Roland Calmel                     | LO             | 926          | 1,62         |             |             |  |
|                | Jean-Claude Eyssard               | UGP            | 783          | 1,37         |             |             |  |
|                | Michel Ferroux                    | Divers droite  | 249          | 0,43         |             |             |  |
|                |                                   |                |              |              |             |             |  |
| Inscrits       | Inscrits                          | Inscrits       | 70 862       | 100,00       | 70 861      | 100,00      |  |
| Abstentions    | Abstentions                       | Abstentions    | 12 583       | 17,76        | 10 059      | 14,2        |  |
| Votants        | Votants                           | Votants        | 58 279       | 82,24        | 60 802      | 85,8        |  |
| Blancs et nuls | Blancs et nuls                    | Blancs et nuls | 972          | 1,67         | 1 133       | 1,86        |  |
| Exprimés       | Exprimés                          | Exprimés       | 57 307       | 98,33        | 59 669      | 98,14       |  |

#### Cinquième circonscription (Vienne-Nord)
| Candidat       | Candidat                   | Parti          | Premier tour | Premier tour | Second tour | Second tour |  |
| Candidat       | Candidat                   | Parti          | Voix         | %            | Voix        | %           |  |
| -------------- | -------------------------- | -------------- | ------------ | ------------ | ----------- | ----------- |  |
|                | Louis Mermaz sortant réélu | PS             | 17 052       | 33,02        | 29 537      | 55,47       |  |
|                | Michel Roux                | UDF (PR)       | 11 961       | 23,16        | 23 713      | 44,53       |  |
|                | Gabriel Pellet             | PCF            | 9 813        | 19           | Retrait     | Retrait     |  |
|                | Patrick Curtaud            | RPR            | 7 749        | 15,01        |             |             |  |
|                | Mireille Monchamp          | Écologie 78    | 3 111        | 6,02         |             |             |  |
|                | Daniel Fanchon             | PSD            | 1 025        | 1,99         |             |             |  |
|                | Arlette Couzon             | LO             | 926          | 1,79         |             |             |  |
|                |                            |                |              |              |             |             |  |
| Inscrits       | Inscrits                   | Inscrits       | 64 947       | 100,00       | 64 248      | 100,00      |  |
| Abstentions    | Abstentions                | Abstentions    | 12 183       | 18,76        | 9 837       | 15,31       |  |
| Votants        | Votants                    | Votants        | 52 764       | 81,24        | 54 411      | 84,69       |  |
| Blancs et nuls | Blancs et nuls             | Blancs et nuls | 1 127        | 2,14         | 1 161       | 2,13        |  |
| Exprimés       | Exprimés                   | Exprimés       | 51 637       | 97,86        | 53 250      | 97,87       |  |

#### Sixième circonscription (Vienne-Sud)
| Candidat       | Candidat                  | Parti          | Premier tour | Premier tour | Second tour | Second tour |  |
| Candidat       | Candidat                  | Parti          | Voix         | %            | Voix        | %           |  |
| -------------- | ------------------------- | -------------- | ------------ | ------------ | ----------- | ----------- |  |
|                | Jean Boyer sortant        | UDF (PR)       | 20 457       | 41,82        | 24 483      | 48,26       |  |
|                | Christian Nucci élu       | PS             | 12 795       | 26,15        | 26 252      | 51,74       |  |
|                | Maurice Poirier           | PCF            | 11 419       | 23,34        | Retrait     | Retrait     |  |
|                | Jacques-Christian Gegauff | Écologie 78    | 1 835        | 3,75         |             |             |  |
|                | Alain Giraud              | MRG            | 990          | 2,02         |             |             |  |
|                | Jean-Claude Poissonnier   | LO             | 642          | 1,31         |             |             |  |
|                | Pierre Mayaud             | UDF (MDSF)     | 427          | 0,87         |             |             |  |
|                | Élie Asséo                | PSU (FA)       | 356          | 0,73         |             |             |  |
|                |                           |                |              |              |             |             |  |
| Inscrits       | Inscrits                  | Inscrits       | 58 426       | 100,00       | 58 425      | 100,00      |  |
| Abstentions    | Abstentions               | Abstentions    | 8 652        | 14,81        | 6 925       | 11,85       |  |
| Votants        | Votants                   | Votants        | 49 774       | 85,19        | 51 500      | 88,15       |  |
| Blancs et nuls | Blancs et nuls            | Blancs et nuls | 853          | 1,71         | 765         | 1,49        |  |
| Exprimés       | Exprimés                  | Exprimés       | 48 921       | 98,29        | 50 735      | 98,51       |  |

#### Septième circonscription (Bourgoin-Jallieu)
| Candidat       | Candidat                           | Parti             | Premier tour | Premier tour | Second tour | Second tour |  |
| Candidat       | Candidat                           | Parti             | Voix         | %            | Voix        | %           |  |
| -------------- | ---------------------------------- | ----------------- | ------------ | ------------ | ----------- | ----------- |  |
|                | Maurice Cattin-Bazin sortant réélu | UDF (PR)          | 15 408       | 28,06        | 29 874      | 51,78       |  |
|                | Paul Chenguélia                    | PS                | 12 547       | 22,85        | 27 821      | 48,22       |  |
|                | Henri Jayet                        | PCF               | 10 207       | 18,59        | Retrait     | Retrait     |  |
|                | Alain Moyne-Bressand               | PR                | 6 582        | 11,99        |             |             |  |
|                | René Mollard                       | CDS               | 4 945        | 9,01         |             |             |  |
|                | Daniel Bret                        | Écologie 78       | 2 549        | 4,64         |             |             |  |
|                | Danièle Mattrel                    | Extrême gauche    | 853          | 1,55         |             |             |  |
|                | M. Rajon                           | PSD               | 782          | 1,42         |             |             |  |
|                | Gilbert Grenier                    | PFN               | 576          | 1,05         |             |             |  |
|                | Jean Hamon                         | Divers écologiste | 452          | 0,82         |             |             |  |
|                |                                    |                   |              |              |             |             |  |
| Inscrits       | Inscrits                           | Inscrits          | 67 993       | 100,00       | 67 986      | 100,00      |  |
| Abstentions    | Abstentions                        | Abstentions       | 12 274       | 18,05        | 9 378       | 13,79       |  |
| Votants        | Votants                            | Votants           | 55 719       | 81,95        | 58 608      | 86,21       |  |
| Blancs et nuls | Blancs et nuls                     | Blancs et nuls    | 818          | 1,47         | 913         | 1,56        |  |
| Exprimés       | Exprimés                           | Exprimés          | 54 901       | 98,53        | 57 695      | 98,44       |  |